# Fannia rabdoniata
Fannia rabdoniata är en tvåvingeart som beskrevs av Karl 1940. Fannia rabdoniata ingår i släktet Fannia, och familjen takdansflugor. Arten har ej påträffats i Sverige.